# Grünliberale Partei
De Groen-Liberale Partij GLP, Duits: Grünliberale Partei, Frans: Vert'libéraux, is een politieke partij in Zwitserland. Het is een liberale partij, die een groene politiek voert en van origine uit het kanton Zürich komt.
De Groen-Liberale Partij is een afsplitsing van de Grüne Kanton Zürich. Een groep scheidde zich in 2004 van de Grüne Kanton Zürich af en vormde de GLP. De voornaamste reden was de ontevredenheid over de linkse koers van de Grüne Kanton Zürich en de standpunten in zaken economische en financiële vraagstukken. De GLP staat dus rechts van de Groenen en de partij ziet zich als een partij in het politieke centrum.
De GLP zet zich voor natuurbescherming en voor milieubehoud in en voert een sociaal-liberaal beleid.

## In de volksvertegenwoordiging
De GLP was vanaf het begin met twee afgevaardigden in de Kantonsraad van het kanton Zürich vertegenwoordigd en met één afgevaardigde, Verena Diener, in de Regeringsraad van het kanton Zürich. Daarnaast was Martin Bäumle voor de Groen-Liberale Partij lid van de Nationale Raad, de tweede kamer federaal parlement. Zij zijn overigens niet als leden van de GLP gekozen, maar als leden van de Groenen, dus zijn naar de GLP overgestapt.
De Groen-Liberale Partij deed in 2006 deed met eigen lijsten aan de gemeenteraadsverkiezingen in Zürich, Winterthur, Uster en Opfikon mee. De partij slaagde er in Zürich niet in om zetels in de gemeenteraad te verwerven, maar in Winterthur verwierf zij er 2 van de 60 zetels en in Uster en Opflikon ieder 2 van de 36 zetels.
De Groen-Liberale Partijen van de kantons Basel-Landschaft, Bern, Sankt Gallen en Zürich fuseerden op 19 juli 2007 tot een landelijke Groen-Liberale Partij. De Groen-Liberalen deden mee aan de federale verkiezingen van 21 oktober 2007. De partij verwierf 1,4% van de stemmen, goed voor drie zetels in de Nationale Raad. Bij de tweede ronde van de verkiezingen voor de Kantonsraad, de eerste kamer, verwierf de GLP één zetel.
De doorbraak voor de partij kwam bij de parlementsverkiezingen van 2011 met een eigen fractie van 12 leden in de Nationale Raad en met twee zetels in de Kantonsraad. Bij de parlementsverkiezingen van 2015 leed de GLP daarentegen enorme verliezen: van de 12 zetels in de Nationale Raad bleven er zeven over en de twee zetels in de Kantonsraad gingen verloren.

## Verkiezingsresultaten
| Zetelverdeling GLP 2007-2019 |                |                |                |             |
| Nationale Raad               | Nationale Raad | Nationale Raad | Nationale Raad | Kantonsraad |
| jaar                         | zetels         | %              | +/-            | zetels      |
| 2007                         | 3              | 1,4            | 3              | 1           |
| 2011                         | 12             | 5,4            | 12             | 2           |
| 2015                         | 7              | 4,5            | 5              | 0           |
| 2019                         | 16             | 7,8            | 9              | 0           |

## Politiek in Zwitserland
Het regeringsstelsel in Zwitserland is anders ingericht dan in België en Nederland. De Zwitserse regering is niet op een regeerakkoord van partijen, die een meerderheid vormen in het parlement, gebaseerd, maar op consensus tussen de vier grootste partijen, die in de praktijk samen overigens wel een meerderheid vormen.
Zwitserse Volkspartij · Sociaaldemocratische Partij van Zwitserland · Vrijzinnig-Democratische Partij.De Liberalen · Het Centrum
Groene Partij van Zwitserland · Groen-Liberale Partij · Burgerlijk-Democratische Partij · Zwitserse Partij van de Arbeid · Christelijk Sociale Partij van Zwitserland · Evangelische Volkspartij · Federaal-Democratische Unie · Lega dei Ticinesi · Zwitserse Democraten · Socialistisch Groen Alternatief Zug · SolidaritéS